# Vroisia
Vroisia (griechisch Βροΐσια [ˈvro.iʃa], türkisch Vroişa/Yağmuralan), auch Frodisia (griechisch Φροδίσια), ist eine verlassene Gemeinde im Bezirk Nikosia in der Republik Zypern. Bei der Volkszählung im Jahr 2021 hatte sie keine Einwohner.

## Name
Der Name Vroisia wird häufig als eine lautliche Umformung des altgriechischen Wortes „Aphrodisia“ gedeutet, das sich auf kleine heilige Haine bezog, die der Göttin Aphrodite geweiht waren. In Zypern gab es in der Antike sowohl eine Stadt namens Aphrodision als auch eine andere mit dem Namen Aphrodisias, was die kultische Verbindung des Namens zusätzlich stützt. Alternativ schlägt der Forscher Jack C. Goodwin vor, dass es sich auch um eine volkstümliche griechisch-zypriotische Bezeichnung für „viele Quellen“ handeln könnte. Im Jahr 1959 führten die Zyperntürken den Namen Yağmuralan ein, was wörtlich „Ort, der Regen empfängt“ bedeutet.

## Lage und Umgebung

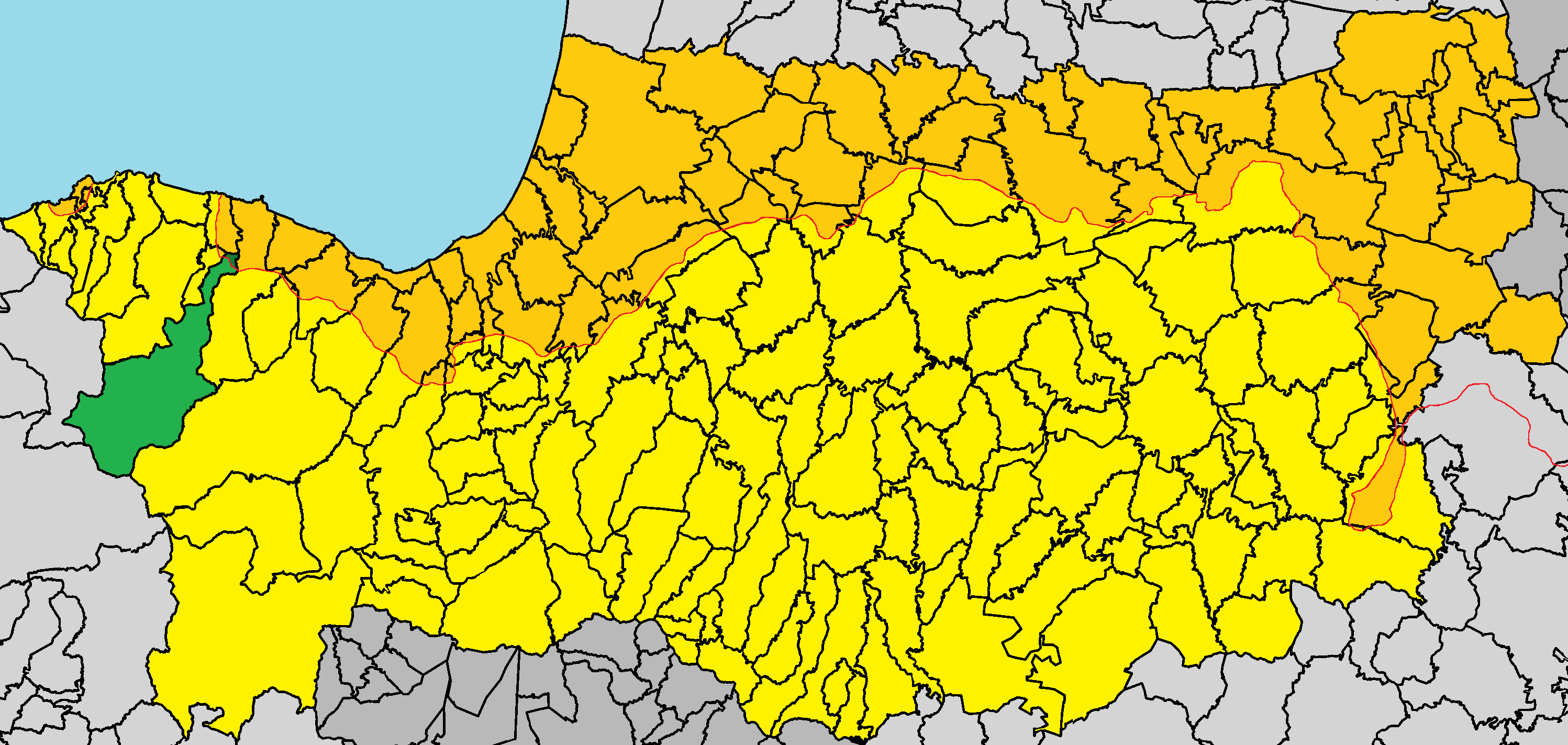
Lage im Bezirk Nikosia

Vroisia liegt im Paphos-Staatswald auf der Mittelmeerinsel Zypern, auf einer Höhe von etwa 575 Metern. Das 47,5782 Quadratkilometer große Dorf grenzt im Norden an Pano Pyrgos, Ammadies und Agios Ioannis/Selemani, im Osten an Xerovounos, im Osten und Süden an Kambos, im Süden und Westen an Lysos und im Westen an Livadi. Das Dorf kann über eine kleine unbefestigte Straße erreicht werden.
Die Böden in der Region bestehen überwiegend aus Diabas und Kiesel. Die durchschnittliche jährliche Niederschlagsmenge beträgt etwa 700 Millimeter. Früher wurden einige Weinberge angelegt und in geringem Umfang auch Getreide sowie vereinzelt Obstbäume angebaut.

## Geschichte
Der Historiker Louis de Mas Latrie nennt in der Region um Tillyria ein Dorf namens Frodisia, das vermutlich mit dem heutigen Vroisia identisch ist. Auch venezianische Karten zeigen in der Gegend einen Ort namens Trodisi oder Frodisi. In unmittelbarer Nähe lag das Dorf Capparias, das von George Jeffery als Nachbarort erwähnt wird.

### Bevölkerungsentwicklung
Im Jahr 1891 lebten in Vroisia noch einige Zyperngriechen, doch bereits ab 1901 war das Dorf nahezu ausschließlich von Zyperntürken bewohnt. Während der britischen Kolonialzeit wuchs die Einwohnerzahl kontinuierlich.
Am 15. März 1964 wurden alle Zyperntürken aus Vroisia infolge der interkommunalen Spannungen aus dem Dorf vertrieben. Sie suchten zunächst Zuflucht in türkisch-zypriotischen Enklaven wie Limnitis/Yeşilırmak und Ammadies. Einige flohen ins nahegelegene Agios Ioannis/Selemani, mussten jedoch bereits im August 1964 erneut fliehen, als die Region unter Beschuss durch die griechisch-zypriotische Nationalgarde unter General Georgios Grivas geriet.
In der Folge evakuierte die UNFICYP (Friedensmission der Vereinten Nationen in Zypern) das Dorf vollständig. Die verbliebene Bevölkerung wurde nach Limnitis/Yeşilırmak und Kokkina/Erenköy umgesiedelt. Dort lebten sie bis 1975, bevor sie endgültig in andere türkisch-zypriotisch kontrollierte Orte wie Potamos tou Kambos/Yedidalga, Karavostasi/Gemikonağı und Xeros/Denizli verteilt wurden. Ein Teil der ehemaligen Einwohner verließ Zypern nach dem Krieg von 1974 und ließ sich dauerhaft im Vereinigten Königreich oder in Australien nieder. Andere blieben in Limnitis/Yeşilırmak. Seit 1964 ist Vroisia unbewohnt, und sämtliche Gebäude des Dorfes wurden bereits in jenem Jahr zerstört.
Die folgende Tabelle zeigt die Bevölkerung des Dorfes, wie sie in den in Zypern durchgeführten Volkszählungen erfasst wurde.
| Jahr      | 1891 | 1901 | 1911 | 1921 | 1931 | 1946 | 1960 | 1976 | 1982 | 1992 | 2001 | 2011 | 2021 |
| Einwohner | 48   | 37   | 49   | 44   | 100  | 134  | 235  | 0    | 0    | 0    | 0    | 0    | 0    |